# Cyperus eremicus
Cyperus eremicus là loài thực vật có hoa trong họ Cói. Loài này được Kukkonen mô tả khoa học đầu tiên năm 1995.